# Смирнов, Виктор Фёдорович (режиссёр)
Виктор Фёдорович Смирнов (18 октября 1896, село Пыжовка, Юхновский уезд, Смоленская губерния — 20 октября 1946, Москва) — советский организатор кинопроизводства, режиссёр и сценарист.

## Биография

### Детство
Родился 18 октября 1896 года в деревне Пыжовка (ныне Вяземского района Смоленской области), в семье железнодорожного служащего. Отец, Смирнов Фёдор Михайлович, умер в 1905 году, когда Виктору было 8 лет.
В 1906 году мать, Смирнова Клавдия Алексеевна, вышла повторно замуж за Прянишникова Константина Ивановича, десятника по службе пути Оренбургской ветки железной дороги. Он стал отчимом Виктора и его старшей сестры Елизаветы.
Окончил железнодорожную двухклассную школу. Год работал учеником в столярной железнодорожной мастерской службы пути в городе Оренбурге. Затем поступил в четвёртый класс Оренбургского реального училища сразу. Окончив училище, поступил в Пермский университет на химическое отделение физико-математического факультета. Родители оказывали ему скромную финансовую помощь, и он зарабатывал на своё обучение и содержание частными уроками, реставрацией старых картин, а также оформлением театральных декораций. Свободно говорил на английском, французском и немецком языках.

### Гражданская война
Октябрьскую революцию встретил в Перми, где поступил в распоряжение Уралсовета в качестве бойца. После восстановления железнодорожного сообщения с Туркестаном отправился в Челкар, где в это время находились его родители. Там работал секретарём продовольственной управы и записался в Челкарский красногвардейский железнодорожный отряд.
В июле 1918 года поступил на краткосрочные учительские курсы при Совете Народных Комиссаров Туркестанской Республики и до августа 1919 года работал учителем 4-й народной школы г. Андижана. Во время крестьянского восстания в Туркестане пошёл добровольцем в Красную Армию. Находясь в окружении Крестьянской армии Константина Монстрова и басмаческих отрядов Мадамин-бека, подал заявление о вступлении в РКП(б). После прорыва окружения поступил в распоряжение 1-й кавалерийской бригады в городе Намангане, а позже был назначен комиссаром санчасти Второй туркестанской стрелковой красногвардейской дивизии в городе Фергане.
В декабре 1920 года был вызван в Ташкент в распоряжение политуправления Туркестанского фронта (ПУТУРК) и направлен в Москву на Всероссийский съезд комиссаров санитарных частей. В первых числах апреля 1921 года поступил в распоряжение политуправления Сибири (ПУСИБ) и назначен комиссаром дивизии, воевавшей против белогвардейских отрядов барона Унгерна. По прибытии в Омск, согласно решению Сиббюро ЦК партии, поступил в распоряжение Сибревкома для работы по эвакуации военнопленных и прибывавших в то время по приглашению Ленина рабочих из США.
В октябре 1921 года вернулся в Москву в распоряжение ЦК партии для продолжения учёбы в Институте восточных языков при Московском университете (в настоящее время Институт стран Азии и Африки при МГУ им. М. В. Ломоносова) на японском отделении. Одновременно с учёбой с ноября 1921 по февраль 1922 года преподавал в Военной школе имени Вунка.

### Трудовая деятельность
С 1922 по 1925 год работал во Внешторге и в Госторге — инспектором, заведующим личным столом заведующего общим отделом.
В 1925 году отправлен в Японию, где служил секретарём советского торгпредства в Токио.
В 1926 году по возвращении из Японии поступил на службу в аппарат Совета народных комиссаров и Совета труда и обороны, где работал в должности референта по внешней и внутренней торговле, а также ответственного секретаря отделения правительственной комиссии.
В 1929 году назначен директором ГМХТ 2.
В августе 1930 года назначен директором московской фабрики Культурфильм.
1 февраля 1931 года стал директором Московской объединённой кинофабрики «Союзкино» (в настоящее время «Мосфильм»).
В конце 1931 года назначен президентом корпорации «Амкино» в Нью-Йорке, занимавшейся распространением советских фильмов в США.
В 1934 году отозван в СССР как не справившийся с работой и назначен руководителем новообразованной Экспериментальной мультипликационной мастерской при Главном управлении кинофотопромышлености при СНК СССР. Перед студией была поставлена задача создать советскую мультипликацию. В 1935 году студия была объединена с коллективом аниматоров «Мосфильма».
Летом 1937 года после ареста главы Всесоюзного общества культурной связи с заграницей ВОКС Александра Аросева назначен исполняющим обязанности председателя ВОКСа и оставался на этом посту в статусе и. о. до 1940 года, когда его отстранили от должности.

### Во время Великой Отечественной войны и после неё
Летом 1941 года назначен ответственным за проведение эвакуации из Москвы деятелей советской культуры и искусства.
До 1943 года находился в эвакуации в Средней Азии. По возвращении в Москву в 1943 году поступил на работу директором киностудии «Союзмультфильм». Занимался литературной деятельностью, писал сказки, либретто балетов.
После окончания войны в 1945 году был заместителем председателя Исторической комиссии Министерства морского флота СССР.

### Арест, осуждение и смерть
В 1946 году арестован по обвинению в проведении антисоветской агитации и пропаганды (ст. 58-10 УК РСФСР). Осуждён Военным трибуналом Московско-Окского бассейна, приговорён к 3 годам заключения в исправительно-трудовых лагерях. Однако затем к Смирнову была применена (задним числом) амнистия, объявленная Указом Президиума Верховного Совета СССР от 7 июля 1945 года, и заключение в лагерях было ему заменено административной высылкой за пределы 100-километровой зоны вокруг Москвы, куда он должен был отправиться самостоятельно. В нарушение обязательства покинуть Москву из города не уехал и продолжал проживать в столице нелегально — без прописки и без документов.
Скончался на 51-м году жизни 20 октября 1946 года от рака печени.
Похоронен на Преображенском кладбище Москвы.
В 1961 году был реабилитирован.

## Творчество
Виктор Смирнов был автором многочисленных сценариев, либретто, рассказов и сказок. Литераторство сопутствовало его административной карьере, но так и не стало его основным родом деятельности.
Либретто к балетам:
- «Болт» — музыка Дмитрия Шостаковича — Ленинградский государственный академический театр оперы и балета имени С. М. Кирова (1931), Государственный академический Большой театр России (2005)
- «Солеа» — музыка Юрия Бирюкова — Ташкентский театр оперы и балета имени Алишера Навои (1942)
- «Лола» — музыка Сергея Василенко — Московский академический музыкальный театр имени народных артистов К. С. Станиславского и Вл. И. Немировича-Данченко (1943)
- «Акбиляк» — музыка Сергея Василенко — Ташкентский театр оперы и балета имени Алишера Навои (1943)
- «Князь озеро» — музыка Василия Золотарёва — Національний академічний Великий театр опери та балету Республіки Білорусь (1949)

## Фильмография[1]
- 1934 Рельсы бормочут — не сохранился
- 1934 Сумасшедший рейс— не сохранился
- 1934 Чемпион поневоле— не сохранился
- 1935 Город без спичек— не сохранился
- 1935 Мишка-аэронавт— не сохранился
- 1935 Пустынник и медведь— не сохранился
- 1935 Трепак— не сохранился
- 1935 У синя моря— не сохранился
- 1936 Отважный моряк